# Hipótesis dieta-corazón
La hipótesis dieta-corazón (o hipótesis lipídica) postula que la reducción de las grasas saturadas en la dieta reduce el colesterol sérico, disminuyendo el depósito de colesterol en la pared arterial, lo que reduce el riesgo de enfermedad cardiovascular (ECV), la que incluye entre sus manifestaciones a la enfermedad coronaria, la insuficiencia cardíaca, el accidente cerebrovascular y la hipertensión; en concordancia con ello, las pautas dietéticas recomiendan restringir la ingesta de grasas saturadas.
La gran cantidad de evidencia científica indica que el colesterol total y el colesterol LDL (lipoproteína de baja densidad), a menudo denominado 'colesterol malo', contribuyen a las enfermedades cardíacas; sin embargo, existe evidencia que no encuentra relación de causalidad entre la ingesta de grasas saturadas y las enfermedades cardiovasculares; asimismo, hay estudios que evidencian una relación inversa entre la ingesta de grasa saturada y la salud cardiovascular; además la sustitución de grasas saturadas por grasas poliinsaturadas omega 6 no se traduce en una disminución del riesgo de padecer enfermedades cardiovasculares; en tal sentido, los datos sugieren que el colesterol LDL por sí solo no es un predictor consistentemente bueno o una causa del riesgo de ECV; consecuentemente, existen opiniones de que las pautas dietéticas globales deben reconsiderarse.

## Historia
La hipótesis de que las grasas saturadas causan CVD surgió a fines de la década de 1950, cuando los científicos observaron que estas grasas tienden a elevar la concentración de colesterol sérico total, que a su vez se consideraba un potente factor de riesgo de enfermedad cardíaca. A partir de 1961, la Asociación Estadounidense del Corazón (AHA) recomendó a todos los hombres (y posteriormente a las mujeres) disminuir el consumo de grasas saturadas, reemplazándolas siempre que sea posible con aceites vegetales poliinsaturados, como la medida más prometedora de protección contra las enfermedades del corazón. La hipótesis dieta-corazón ganó amplia aceptación en las décadas de 1970 y 1980. El Comité Selecto de Nutrición y Necesidades Humanas del Senado de los Estados Unidos publicó los Objetivos Dietéticos para los Estados Unidos en 1977, que recomendaban que el público "reduzca el consumo de grasas saturadas para que represente aproximadamente el 10% de la ingesta total de energía..."
A pesar de que el público estadounidense sigue las recomendaciones para disminuir la ingesta absoluta de grasas en la dieta y específicamente disminuir la ingesta de grasas saturadas, se ha visto un aumento dramático en los últimos 40 años en las tasas de enfermedades cardiovasculares.

## Recomendaciones
Reino Unido recomienda, sobre las grasas saturadas, que no incluya más del 11% de las calorías de alimentos y bebidas, mientras que Estados Unidos y la Organización Mundial de la Salud recomiendan menos del 10%.
La aplicación de las recomendaciones, que además de estar centradas en limitar las grasas, especialmente las grasas saturadas, también lo están en una mayor ingesta de carbohidratos, ha coincidido con epidemias de obesidad y diabetes tipo 2 que están contribuyendo a la progresión de enfermedades cardiovasculares y otras enfermedades crónicas relacionadas con la alimentación. La ingesta excesiva de carbohidratos fue reconocida por los Comités Asesores de Guías Alimentarias; el comité de 2000 expresó su preocupación de que el consejo del gobierno sobre el bajo contenido de grasas “podría generar un consumo excesivo de calorías totales en forma de carbohidratos, lo que daría lugar a las consecuencias metabólicas adversas de las dietas altas en carbohidratos”, y agregó: “Además, la posibilidad de que el consumo excesivo de carbohidratos puede contribuir a la obesidad no puede ser ignorada”.
La AHA y científicos individuales recomiendan el consumo de al menos 5-10 % de la energía como ácidos grasos poliinsaturados (AGPI) ω6 para reducir el riesgo de cardiopatía coronaria.

## Fisiología

### Del incremento de colesterol sérico
Algunos estudios refieren que una mayor ingesta de grasas saturadas proporciona sustratos para la síntesis de colesterol en forma de acetil-CoA.
Zinöcker, Svendsen y Nitter han propuesto el modelo de adaptación homeoviscosa a los lípidos dietéticos (HADL), que explica los cambios en el colesterol de lipoproteínas como ajustes homeostáticos adaptativos que sirven para mantener la fluidez de la membrana celular y, por lo tanto, una función celular óptima. La base del modelo es que cuando las grasas saturadas reemplazan a las grasas poliinsaturadas en la dieta, se necesita menos colesterol en las membranas celulares, debido a que las grasas poliinsaturadas de la dieta entran en las membranas celulares y las hacen más fluidas; las células ajustan la fluidez de sus membranas incorporando colesterol reclutado del torrente sanguíneo. Asimismo, de acuerdo con el modelo, la desregulación de la captación de colesterol es causada por la endotoxemia, que provoca inflamación y, por lo tanto, impide la captación de colesterol a través de los receptores de colesterol LDL.

### Del depósito de colesterol en la pared arterial
Se considera que cuando existe un exceso de colesterol se deposita en nuestras arterias engrosando las paredes de éstas. Al respecto se asume que la retención subendotelial de lipoproteínas inicia la arterioesclerosis coronaria; sin embargo, de acuerdo con Subbotin, los depósitos iniciales de lípidos ocurren en las capas más profundas de la túnica íntima y que la enfermedad comienza con la expansión patológica de la íntima, lo que resulta en hipoxia de la íntima y neovascularización de los vasa vasorum adventicios, lo que facilita la extracción de lipoproteínas por los tejidos de la íntima profunda previamente avasculares.
Traunmüller propone la hipótesis de que cuando las células madre vasculares multipotentes se exponen a un exceso de insulina en un patrón rítmico de concentraciones que aumentan y disminuyen bruscamente, su diferenciación se desvía hacia linajes celulares adipogénicos y osteogénicos. Esto da como resultado una acumulación similar a una placa de adipocitos con depósito de grasa y colesterol a partir de restos de adipocitos y células osteogénicas (progenitoras) con una matriz calcificada en lesiones avanzadas. El crecimiento interno de capilares y la infiltración con macrófagos, que tras la absorción de lípidos se convierten en células espumosas, son reacciones pro-resolución inespecíficas.
De acuerdo con la hipótesis del ácido linoleico oxidado, se cree que el LDL oxidado (OxLDL) juega un papel importante en la formación de aterosclerosis, ello considerando que mayores cantidades de productos de oxidación del ácido linoleico se encuentran en LDL y plasma de pacientes con aterosclerosis y que el ácido linoleico es la grasa más abundante que se encuentra en las placas ateroscleróticas; sin embargo, es el ácido linoleico oxidado contenido en las LDL el que conduce a metabolitos del ácido linoleico oxidado (OXLAM) nocivos, que inducen la aterosclerosis y la cardiopatía coronaria.
Un aumento en la ingesta de ácido linoleico aumenta el contenido de ácido linoleico de las lipoproteínas de muy baja densidad (VLDL) y las lipoproteínas de alta densidad (HDL), aumentando su susceptibilidad a la oxidación, lo que aumenta aún más el riesgo de enfermedad cardiovascular.

## Controversias
En consideración de la evidencia en contra de la hipótesis, de acuerdo con Ranskov, esta se mantiene porque los hallazgos supuestamente de apoyo, pero insignificantes, se inflan, y porque la mayoría de los resultados contradictorios se malinterpretan, se citan incorrectamente o se ignoran. De otro lado, como lo advierte, las personas con niveles bajos se vuelven tan ateroscleróticas como las personas con niveles altos y su riesgo de sufrir ECV es igual o mayor.
Durante algunos años, muchos investigadores han cuestionado los resultados de los ensayos con estatinas porque se les ha negado el acceso a los datos primarios. Entre 2004-2005, las autoridades sanitarias de Europa y los Estados Unidos introdujeron las Nuevas Normas de Ensayos Clínicos, que especificaban que todos los datos de los ensayos debían hacerse públicos. Desde 2005, las afirmaciones de beneficio de los ensayos con estatinas prácticamente han desaparecido.
Añadido a ello, existen predictores emergentes de mortalidad por todas las causas y cardiovascular en la población general, tales como la proporción entre monocitos y lipoproteínas de alta densidad-colesterol (MHR, por sus siglas en inglés).
El reconocimiento de la aterogénesis como un proceso activo en lugar de una enfermedad de almacenamiento de colesterol o un depósito de calcio ha puesto de relieve algunos mecanismos inflamatorios clave. De acuerdo con los conocimientos actuales, la aterosclerosis es una enfermedad multifactorial que implica la alteración del metabolismo de los lípidos, el aumento del estrés oxidativo, el deterioro de la función mitocondrial y la inflamación crónica. Como resultado de la complejidad de este fenómeno, existe un acuerdo generalizado entre los investigadores de que determinar los parámetros del metabolismo de los lípidos no es suficiente para predecir lo que sucede en la capa subendotelial arterial.
Datos experimentales y clínicos sugieren que reducir la inflamación sin afectar los niveles de lípidos puede reducir el riesgo de enfermedad cardiovascular; por ejemplo, en el Canakinumab Anti-inflammatory Thrombosis Outcomes Study (CANTOS), presentado en el Congreso de la Sociedad Europea de Cardiología (ESC) en Barcelona y publicado simultáneamente en el New England Journal of Medicine, la terapia antiinflamatoria dirigida a la vía de la inmunidad innata de la interleucina-1β con canakinumab, un anticuerpo monoclonal terapéutico, a una dosis de 150 mg cada 3 meses produjo una tasa significativamente menor de eventos cardiovasculares recurrentes que el placebo, independientemente de la reducción del nivel de lípidos. El estudio Justification for the Use of Statins in Prevention: an Intervention Trial Evaluating Rosuvastatin (JUPITER) reveló que los hombres y las mujeres con LDL-C bajo pero marcadores elevados de inflamación local de bajo grado (proteína C reactiva de alta sensibilidad (hs-CRP)) mostraron un importante riesgo cardiovascular. Los participantes que lograron hs-CRP de menos de 1 mg/L tuvieron una reducción del 79 % en los eventos vasculares y alcanzaron concentraciones de hsCRP que predijeron las tasas de eventos independientemente del punto final de lípidos.

## Evidencia a favor
Ference demostró que, en primer lugar, la concentración de colesterol LDL es un factor de riesgo de ECV; y, en segundo lugar, una reducción terapéutica de este se asocia con una reducción del riesgo de ECV.
El Minnesota Coronary Experiment (MCE), un ensayo controlado aleatorizado realizado entre 1968 y 1973, fue el ensayo dietético más grande y quizás el más rigurosamente ejecutado para reducir el colesterol mediante el reemplazo de grasas saturadas con aceite vegetal rico en ácido linoleico. Sin embargo, posteriores hallazgos de publicación incompleta sugieren una sobreestimación de los beneficios y  subestimación de los riesgos potenciales de reemplazar grasas saturadas con aceites vegetales ricos en ácido linoleico.
En relación con la recomendación del consumo de AGPI ω6, los metanálisis de Gordon y Rifkin y de Mozaffarian, Micha y Wallace respaldan la propuesta de que los AGPI en general, y los AGPI ω6 en particular, son cardioprotectores; sin embargo, las dietas experimentales de los ensayos clínicos controlados y aleatorizados (ECA) incluidos en el metanálisis de Mozaffarian reemplazaron las margarinas "duras" comunes, las mantecas industriales y otras fuentes de ácidos grasos trans (AGT), lo que explicaría la reducción en eventos de cardiopatía coronaria.

## Evidencia en contra
En las décadas de 1960 y 1970 se llevaron a cabo grandes ECA, en los que las grasas saturadas se reemplazaron por grasas poliinsaturadas de aceites vegetales; estos ensayos proporcionaron poco apoyo a la hipótesis.
De acuerdo con Ramsden, ningún ECA ha demostrado que el reemplazo de grasas saturadas con ácido linoleico reduzca significativamente los eventos de enfermedad coronaria o las muertes. Al respecto, su metanálisis revisado de ECAs publicado en 2010 mostró que la sustitución de ácidos grasos (AG) saturados por AGPI ω6 sin aumentar simultáneamente AGPI ω3 no presenta indicios de beneficio e incluso es probable que aumente el riesgo de ECV; en ese sentido, consideró que se debe hacer una distinción clara entre los AGPI ω6 y ω3 en futuros metanálisis, revisiones, editoriales y avisos de salud pública.
El estudio de Framingham, que comenzó en 1948 y aún continúa, ha estado siguiendo el consumo de grasas en la dieta y el desarrollo de enfermedades del corazón entre sus más de 5000 habitantes, elegidos de Framingham, Massachusetts. Al final del primer seguimiento, los investigadores no pudieron encontrar ninguna correlación entre la ingesta de grasas, el colesterol y las enfermedades cardíacas.
El ensayo del Club Anti-Coronario encontró que más personas murieron en general y debido a enfermedades del corazón cuando se reemplazó la grasa saturada con grasa poliinsaturada.
Los hallazgos del estudio Prospective Urban Rural Epidemiology (PURE), un gran estudio epidemiológico de cohortes de personas de 35 a 70 años en 18 países con una mediana de seguimiento de 7·4 años, determinaron que la ingesta alta de carbohidratos se asoció con un mayor riesgo de mortalidad total, mientras que la grasa total y los tipos individuales de grasa se relacionaron con una mortalidad total más baja. La grasa total y los tipos de grasa no se asociaron con enfermedad cardiovascular, infarto de miocardio o mortalidad por enfermedad cardiovascular, mientras que la grasa saturada tuvo una asociación inversa con el accidente cerebrovascular.
Varios estudios japoneses han encontrado que el LDL-C no es un factor de riesgo de mortalidad por CHD en mujeres de cualquier edad. Hamazaki et al. concluyó: "La teoría de que cuanto más bajos son los niveles de colesterol, mejor es completamente errónea en el caso de Japón; de hecho, es exactamente lo contrario" y "parece claro que los niveles altos de colesterol no deben considerarse nocivos para la salud, especialmente en los ancianos".
Un estudio realizado por Mozaffarian y sus colegas encontró que las mujeres posmenopáusicas con un mayor consumo de grasas saturadas tenían menos progresión de la aterosclerosis coronaria (cuando se mide como porcentaje de estenosis y diámetro mínimo de la arteria coronaria).
A pesar de la utilización generalizada de estatinas para reducir el colesterol en Europa, los estudios observacionales indican que no ha habido una disminución concomitante en las muertes por enfermedad coronaria; en una revisión de 16 ensayos angiográficos para reducir el colesterol, donde los autores habían calculado la exposición-respuesta, la correlación entre el colesterol y la ateroesclerosis solo estaba presente en uno de ellos, y en ese ensayo, el único tratamiento era el ejercicio.

## Hipótesis alternativas

### La hipótesis inflamatoria de la aterosclerosis
La comprensión actual de los mecanismos inflamatorios de la aterosclerosis ha llevado a la exploración de la hipótesis de que atacar la inflamación en sí misma reducirá los eventos y riesgos cardiovasculares.
Exiten biomarcadores de respuesta inflamatoria, un proceso clave en la aterosclerosis, entre ellos:
1. CRP, una de las proteínas de fase aguda producida principalmente por el hígado en respuesta a la inflamación de bajo grado subyacente a la aterosclerosis;
2. interleucina 6 (IL-6); una citocina proinflamatoria secretada, entre otras, por las células del músculo liso de la túnica media, cuyo papel principal consiste en activar los procesos inflamatorios y autoinmunes;
3. Lp-PLA2, una enzima asociada con las vías tradicionales (ligada al colesterol) y novedosas (inflamatorias) de la aterosclerosis, que es sintetizada por las células inflamatorias y se une principalmente al LDL-C, con una pequeña fracción unida al HDL-C.

### La 'teoría del ácido linoleico oxidado de la cardiopatía coronaria'
El ácido linoleico de la dieta, especialmente cuando se consume a partir de aceites vegetales omega-6 refinados, se incorpora a todas las lipoproteínas de la sangre (como LDL, VLDL y HDL) aumentando la susceptibilidad de que todas las lipoproteínas se oxiden y, por lo tanto, aumenta el riesgo cardiovascular.
Al respecto, se ha descubierto que los lípidos de las placas ateroscleróticas humanas contienen linoleato de colesterol oxidado (ésteres de colesterol que contienen ácido linoleico), y, mientras que el colesterol está protegido de la oxidación si se une a grasas saturadas, es susceptible a la oxidación cuando se une al ácido linoleico.
En la oxidación de LDL, el ácido linoleico se convierte en hidroperóxidos, que luego se pueden convertir en hidroxiácidos, como 9-HODE (ácido 9-hidroxi-10,12-octadecadienoico). 9-HODE es extremadamente frecuente en las LDL oxidadas y es un buen indicador de la peroxidación lipídica.

## Patrones dietéticos alternativos
Las dietas bajas en carbohidratos, que se basan en el lapso de tiempo de la evolución humana, tienen principios bioquímicos bien establecidos y ahora están respaldadas por múltiples ensayos clínicos en humanos que demuestran mejoras consistentes en múltiples factores de riesgo establecidos asociados con la resistencia a la insulina y la enfermedad cardiovascular (ECV). Puesto que la diabetes mellitus tipo 2, el síndrome metabólico y las comorbilidades relacionadas son los principales factores de riesgo de ECV, una dieta destinada a apoyar la salud cardiovascular debería mejorar o revertir estos factores de riesgo subyacentes. Recientes informes de consenso de organizaciones nacionales han respaldado las dietas bajas en carbohidratos para mejorar la glucemia y el riesgo cardiovascular. La reticencia entre las organizaciones de salud pública y algunos médicos para promover más ampliamente este enfoque nutricional terapéutico se debe principalmente al aumento del colesterol LDL en suero observado en una proporción de personas que adoptan una dieta baja en carbohidratos.